# ARM Cortex-A5
L'ARM Cortex-A5 és un nucli de processador de 32 bits amb llicència d'ARM Holdings que implementa l'arquitectura ARMv7-A anunciada el 2009.

## Visió general
El Cortex-A5 està pensat per substituir els nuclis ARM9 i ARM11 per utilitzar-los en dispositius de gamma baixa. El Cortex-A5 ofereix funcions de l'arquitectura ARMv7 centrades en aplicacions d'Internet, com ara VFPv4 i SIMD avançat NEON.
Les característiques principals del nucli Cortex-A5 són:
- Microarquitectura d'un sol número i en ordre amb un pipeline de 8 etapes
- Extensió del conjunt d'instruccions NEON SIMD (opcional)
- Unitat de coma flotant VFPv4 (opcional)
- Codificació del conjunt d'instruccions Thumb-2
- Jazelle RCT
- 1,57 DMIPS /MHz

## Xips
Diversos system-on-chips (SoC) han implementat el nucli Cortex-A5, incloent:
- Actions Semiconductor ATM7029 (gs702a) és una configuració Cortex-A5 de quatre nuclis
- Les APU d'AMD inclouen un Cortex-A5 com a coprocessador de seguretat[4]
- Amlogic S805, M805 i A111
- Analog Devices ADSP-SC57x, sèrie ADSP-SC58x ARM Cortex-A5 + SHARC+ DSP multinucli
- Atmel SAMA5Dxx
- Sèrie Vybrid Freescale
- Mòdul NTC 1879VM8Ya (Penta-core Cortex-A5, fins a 800 MHz)
- Qualcomm Snapdragon S1 MSM7x25A / MSM7x27A (fins a 1,0 GHz + Adreno 200)
- Qualcomm Snapdragon S4 Play
- Samsung Exynos 7420 (Cortex-A5 com a DSP d'àudio)[5]
- Spreadtrum SC8810 (un sol nucli A5 1 GHz + GPU Mali400)
- conté un Cortex-A5 com a processador de seguretat de plataforma

## Plataforma de desenvolupament
| Nom          | Processador             | Junta controladora                                                       | USB                         | ports sèrie                          |
| ------------ | ----------------------- | ------------------------------------------------------------------------ | --------------------------- | ------------------------------------ |
| MYD-JA5D2X   | Atmel SAMA5D2 Cortex-A5 | MYC-JA5D2X                                                               | 3 x USB Host (1 x USB HSIC) | 2 x RS232 (1 x depuració), 1 x RS485 |
| MYD-JA5D44   | Atmel SAMA5D4 Cortex-A5 | MYC-JA5D44                                                               | 3 x USB                     | 2 x RS232 (1 x depuració), 1 x RS485 |
| MYD-SAMA5D3X | Atmel SAMA5D3 Cortex-A5 | 512/256 MB DDR2, 256 MB Nand Flash, 16 MB Nor Flash, 4 MB Flash de dades | 2 x USB Host, 1 x USB OTG   | 2 x RS232 (1 x depuració), 1 x RS485 |